# Potentilla arachnoidea
Potentilla arachnoidea là loài thực vật có hoa trong họ Hoa hồng. Loài này được (Lehm.) Douglas ex Rydb. miêu tả khoa học đầu tiên năm 1908.